# 大安大橋
大安大橋（だいあんおおはし）とは、岐阜県大垣市と岐阜県安八郡安八町の揖斐川に架かる岐阜県道・愛知県道193号大垣江南線の橋である。
2010年（平成22年）に着工され、2015年（平成27年）2月18日開通した。なお、橋の名称は一般による公募により決定された。

## 概要
- 延長： 393.6 m[4]
- 幅員： 12.0-14.75 m （車道6.5-9.25 m）
- 構造：鋼5径間連続非合成箱桁橋[4]

## 関連画像

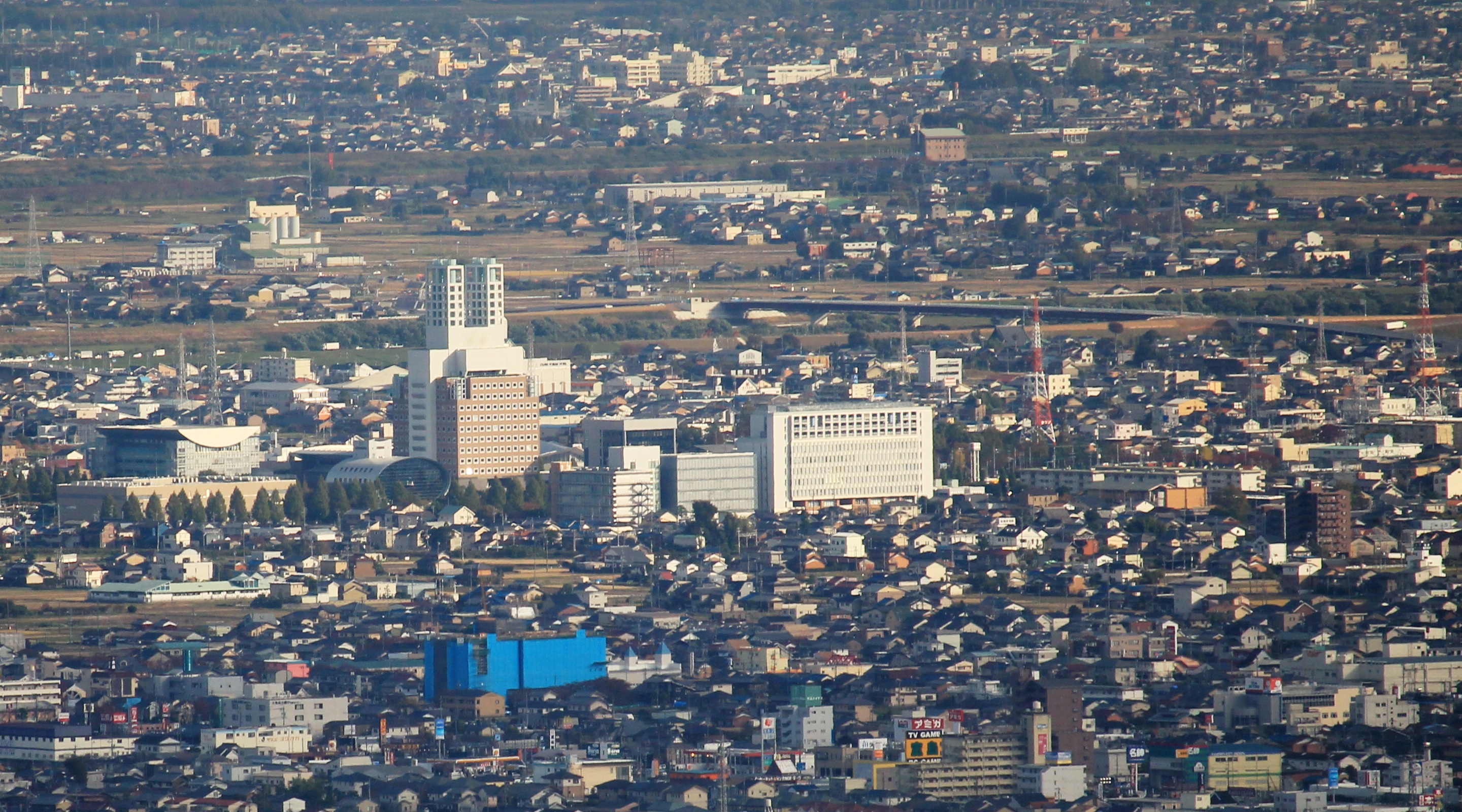
揖斐川に架かる建設当時（2014年11月）の大安大橋とソフトピアジャパン
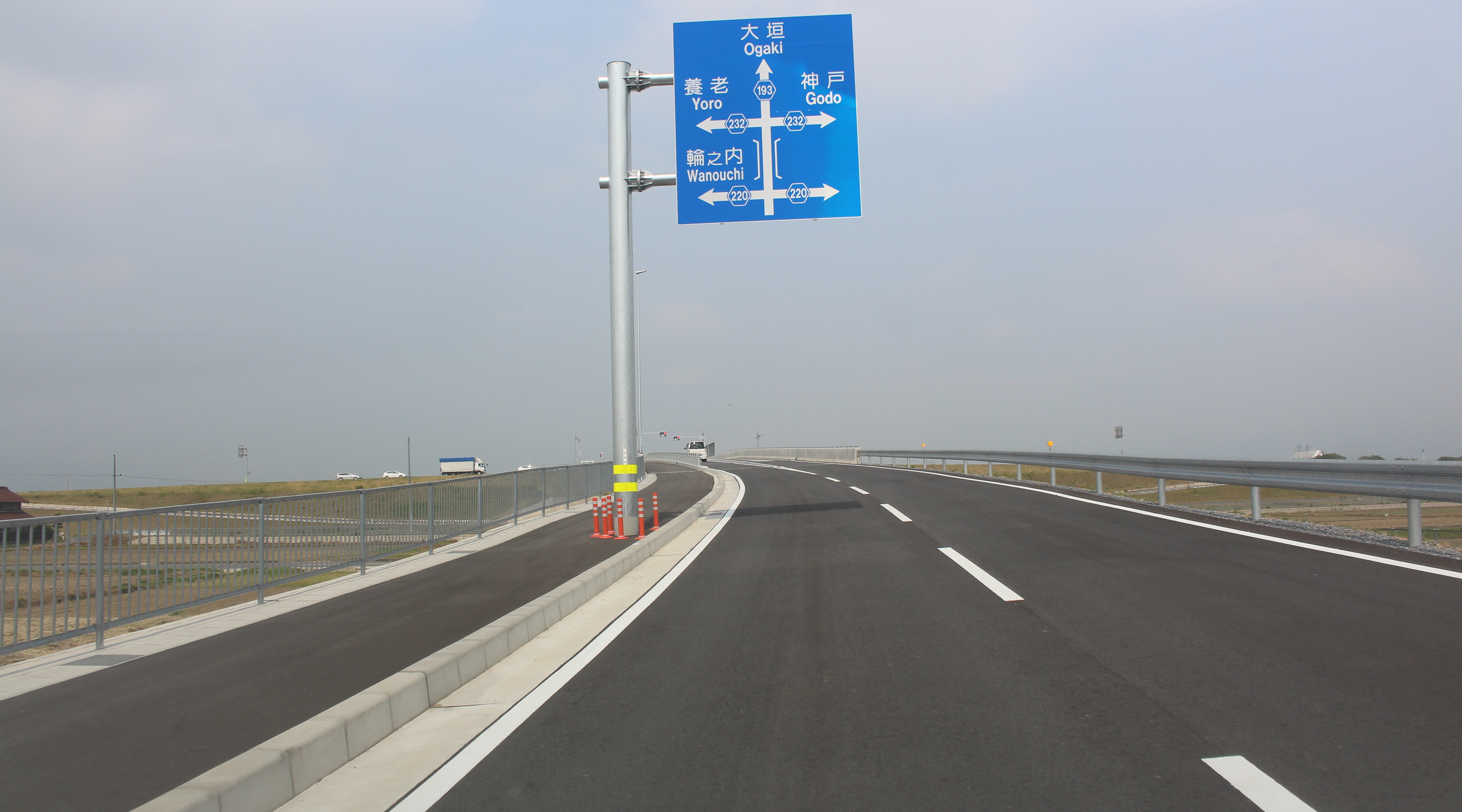
安八町側の岐阜県道220号安八海津線との東交差点
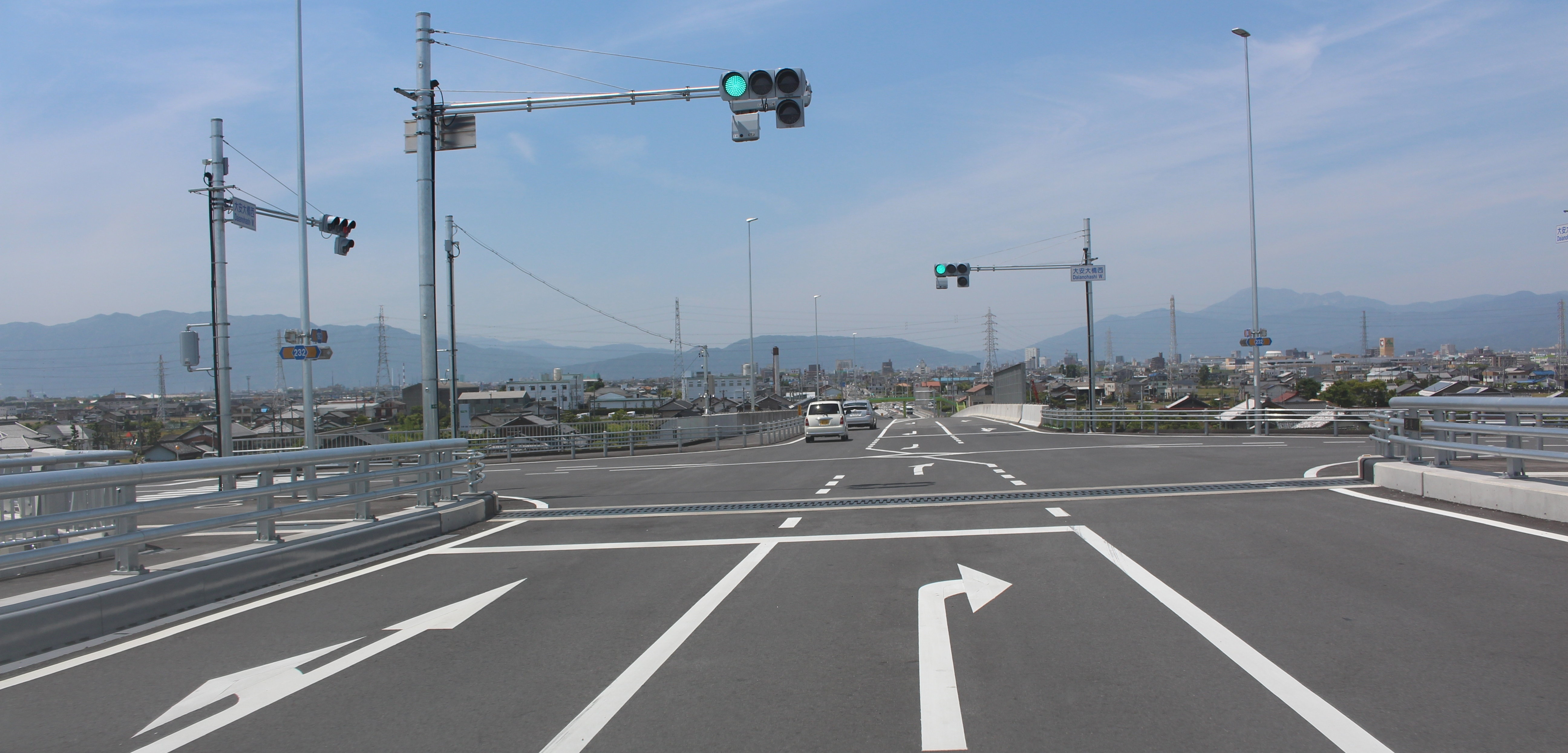
大垣市側の岐阜県道232号今尾大垣線との西交差点